# Wojna Mascates
Wojna Mascates (port. Guerra dos Mascates) – konflikt pomiędzy portugalskimi kupcami (mascates) a brazylijskimi plantatorami, jaki rozegrał się w latach 1710-11 w stanie Pernambuco na Północnym-Wschodzie Brazylii. 

## Tło historyczne
Na początku XVIII wieku w kapitanii Pernambuco dominowały dwa ośrodki: Olinda i Recife. Olinda posiadała status miasta, mieli tu swoje posiadłości właściciele plantacji trzciny cukrowej, znajdowała się tu również rada miejska, a więc centrum władzy politycznej. Sąsiadujące z nią Recife nie miało praw miejskich, było zamieszkane głównie przez portugalskich kupców, zwanych pogardliwie “mascates” (domokrążcy).
Do połowy XVII wieku plantatorzy z Olindy czerpali znaczne zyski z produkcji cukru, jednak po tym, jak w 1654 roku Holendrzy zostali wypędzeni z Brazylii i założyli własne plantacje trzciny cukrowej na Karaibach, produkcja brazylijskiego cukru zaczęła przeżywać kryzys, który dotknął plantacje w Pernambuco.  
Po opuszczeniu regionu przez Holendrów, Recife zaczęło się dynamicznie rozwijać, dzięki dostępowi do portu morskiego oraz napływowi kupców z Portugalii. W 1703 roku przedstawiciele Recife zyskali prawo do zasiadania w radzie Olindy, jednak wpływowi plantatorzy nie pozwolili, aby to prawo weszło w życie. W 1709 roku kupcy z Recife wystąpili do władz portugalskich o przyznanie swojemu miastu praw miejskich i uzyskali je. Założyli własną radę miejską, uniezależniając się tym samym od wpływu Olindy.  
Kryzys cukrowy sprawił, że plantatorzy z Olindy stracili znaczną część zysków i byli zmuszeni zaciągać wysokooprocentowane pożyczki u kupców z Recife.

### Przyczyny Wojny Mascates
- Walka o wpływy w kapitanii Pernambuco pomiędzy właścicielami plantacji z Olindy a portugalskimi kupcami z Recife
- Kryzys ekonomiczny, który dotknął Olindę
- Sprzyjanie korony portugalskiej kupcom z Recife
- Nastroje antyportugalskie wśród cukrowej arystokracji z Olindy

## Przebieg konfliktu
W 1710 roku plantatorzy z Olindy pod dowództwem Bernardo Vieira de Melo i kapitana Pedro Ribeiro da Silvy napadli na Recife pod pretekstem naruszania przez mascates granic miasta. Gubernator Sebastião de Castro Caldas Barbosa uciekł do Bahia, zostawiając władzę w Recife w rękach biskupa Manuela Álvaresa da Costy.  
Walki trwały do 1711 roku, kiedy władze kolonii mianowały nowego gubernatora, którego pierwszym zadaniem było zakończenie konfliktu. Gubernator Félix José Machado nakazał pojmanie i uwięzienie liderów z Olindy. Po zakończeniu konfliktu Recife utrzymało prawa miejskie, a w 1712 roku przejęło funkcje administracyjne od Olindy. 
W 1714 roku król Portugalii Jan V polecił uwolnić wszystkich więźniów zatrzymanych w trakcie trwania konfliktu. Plantatorzy mogli zachować swoje posiadłości, a ich długi zostały umorzone w zamian za obietnicę, że powstrzymają się od kolejnych ataków.